# Ubasute

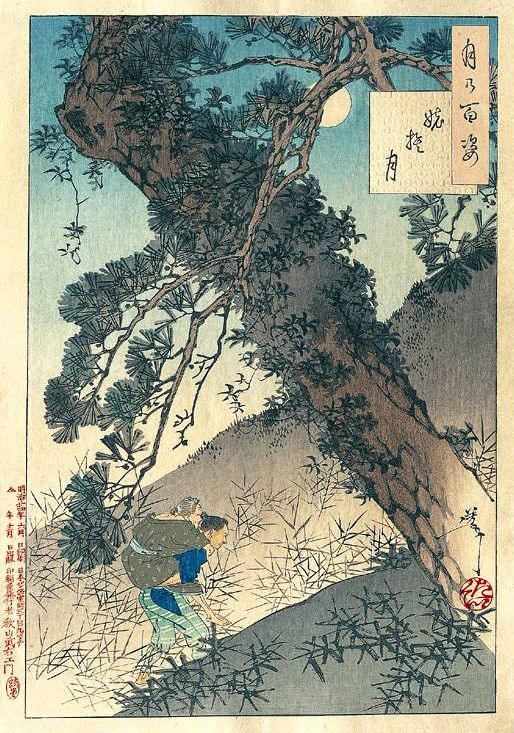
Avbildning av japan som bär sin äldre mot en dumpningsplats.

Ubasute eller obasute (japanska: 姥捨て, ”gumdumpning”), stundom oyasute (japanska: 親捨て, ”fädradumpning”), är legender inom japansk folktro om forntida traditioner av ättedråp(en), varigenom en skör eller äldre släkting fördes till ett berg, eller någon annan avlägsen, öde plats, och lämnades där att dö.
Myten är analog de nordiska ättestupen, både i tänkt funktion och att det troligen aldrig egentligen skett.